# سكرية تل السمن (الرقة)
سكرية تل السمن قرية سورية تتبع ناحية مركز الرقة في منطقة مركز الرقة في محافظة الرقة. بلغ عدد سكانها 1967 نسمة في عام 2004 حسب إحصاء المكتب المركزي للإحصاء.